# Saint-Martin-de-Lansuscle
Saint-Martin-de-Lansuscle är en kommun i departementet Lozère i regionen Occitanien i södra Frankrike. Kommunen ligger i kantonen Saint-Germain-de-Calberte som tillhör arrondissementet Florac. År 2022 hade Saint-Martin-de-Lansuscle 192 invånare.

## Befolkningsutveckling
Antalet invånare i kommunen Saint-Martin-de-Lansuscle
| Referens: INSEE |